# Oxohaluro
En química, los oxohaluros moleculares (también denominados oxihaluros u oxohalogenuros) son un grupo de compuestos químicos en los que tanto el oxígeno como los átomos de los halógenos están unidos a otro elemento químico A en una única molécula. Tienen la fórmula general AOmXn, donde X = flúor (F), cloro (Cl), bromo (Br) y/o yodo (I). El elemento A puede ser un elemento del grupo principal, un elemento de transición o un actínido. El término oxohaluro, u oxihaluro, también puede referirse a aquellos minerales y otras sustancias cristalinas que tengan la misma fórmula química general, pero que presenten una estructura iónica.

## Síntesis

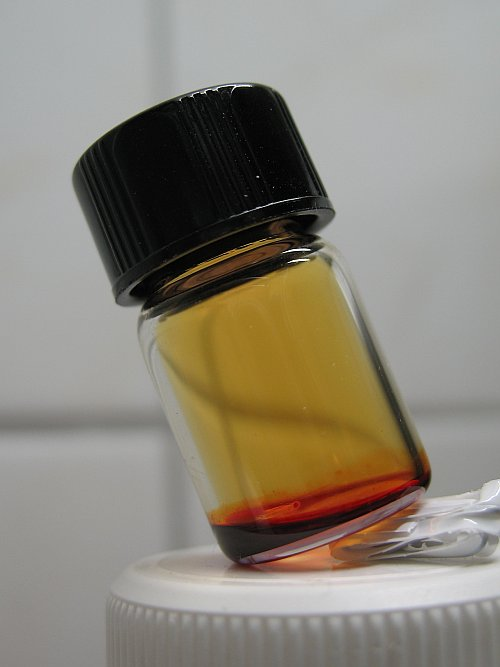
Cloruro de cromilo en estado líquido y en forma de vapor.

Los oxohaluros pueden considerarse compuestos situados entre los óxidos y los haluros. Hay tres métodos generales para sintetizarlos:
- Oxidación parcial de un haluro:

{\displaystyle {\ce {2 PCl3 + O2 -> 2 POCl3}}}
En este ejemplo, el estado de oxidación se eleva a 2 y la carga eléctrica no cambia.
- Halogenación parcial de un óxido:

{\displaystyle {\ce {2 V2O5 + 6 Cl2 + 3 C -> 4 VOCl3 + 3 CO2}}}
- Sustitución del óxido:

{\displaystyle {\ce {[CrO4]^2- + 2 Cl- + 4 H+ -> CrO2Cl2 + 4 H2O}}}
Además, pueden formarse varios oxohaluros por medio de reacciones en las que se intercambian halógenos, y esta reacción también puede dar lugar a la formación de oxohaluros mixtos como el POFCl2 y el CrO2FCl.

## Propiedades
Con respecto al óxido o haluro, para un estado de oxidación determinado de un elemento A, si dos átomos de halógeno sustituyen a un átomo de oxígeno, o viceversa, la carga global de la molécula no cambia y el número de coordinación del átomo central baja uno. Por ejemplo, tanto el oxicloruro de fósforo (POCl3) como el pentacloruro de fósforo, (PCl5) son compuestos covalentes neutros de fósforo con un estado de oxidación +5. Si se sustituye un átomo de oxígeno por un átomo de halógeno, la carga aumenta un +1, pero el número de coordinación no cambia. Esto se puede observar en la reacción de una mezcla de una sal de cromato o dicromato y cloruro de potasio con un ácido sulfúrico concentrado.
{\displaystyle {\ce {[Cr2O7]^2- + 4 Cl- + 6 H+ -> 2 CrO2Cl2 + 3 H2O}}}
El cloruro de cromilo que se produce no tiene carga eléctrica y es una molécula covalente y volátil que puede ser destilada de la mezcla resultante de la reacción.
Los oxohaluros de elementos en estados de oxidación altos son agentes oxidantes muy fuertes, con un poder oxidante similar al del óxido o el haluro al que se corresponden. La mayoría de los oxohaluros se pueden hidrolizar fácilmente. Por ejemplo, el cloruro de cromilo se hidroliza para formar el cromato siguiendo el proceso inverso a la reacción sintética anterior. La fuerza motriz de esta reacción es la formación de enlaces A-O, que son más fuertes que los enlaces A-Cl. De este modo, la entalpía participa positivamente en el cambio de la energía libre de Gibbs en la reacción.

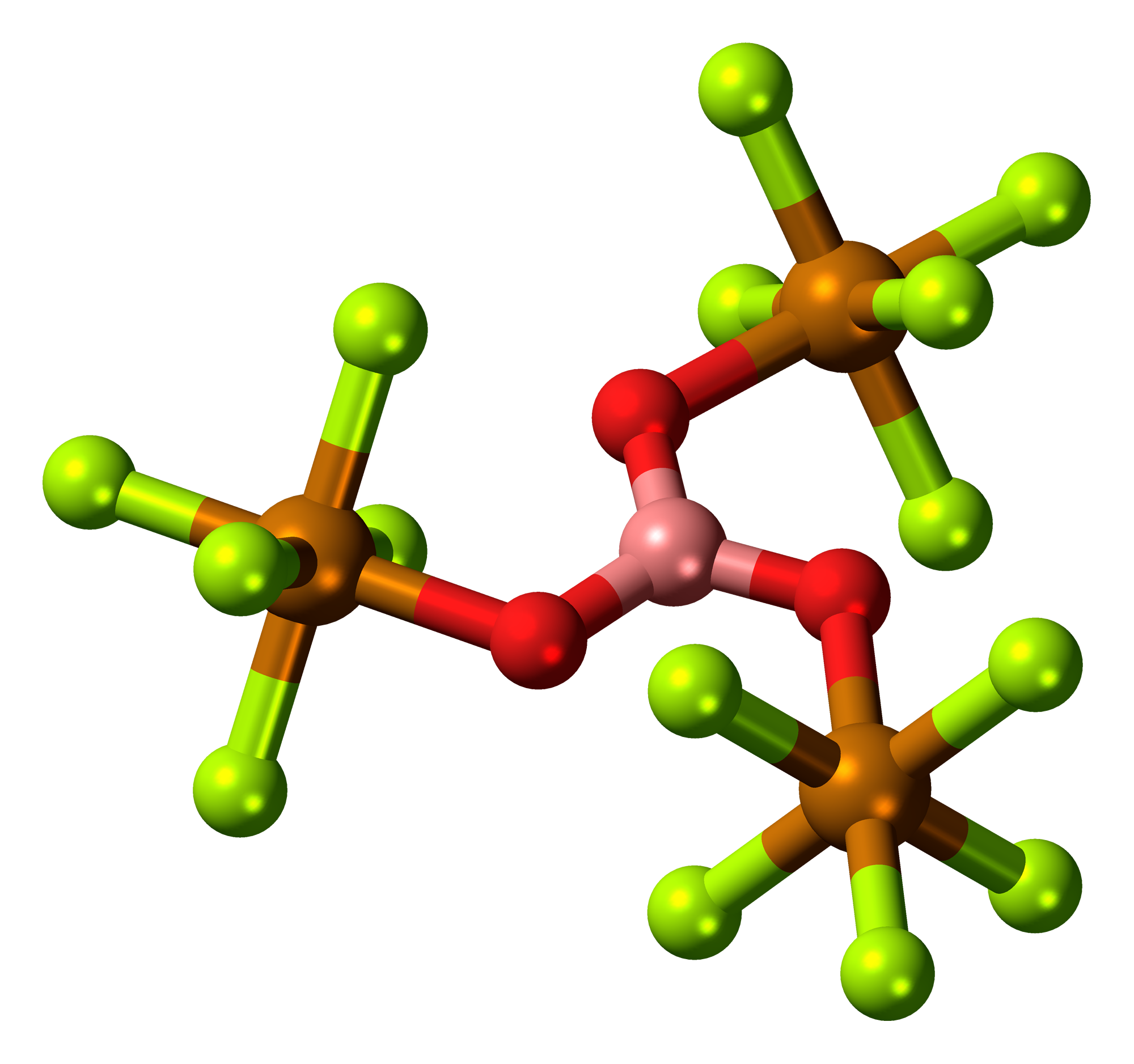
Teflato de boro.
Boro
Oxígeno
Telurio
Flúor

Muchos oxohaluros son capaces de actuar también como ácidos de Lewis. Es el caso, en particular, de los oxohaluros con un número de coordinación 3 o 4 que, al aceptar uno o más pares de electrones de una base de Lewis, se convierten en oxihaluros con un número de coordinación de 5 o 6. Algunos aniones oxohaluro como el [VOCl4]2- pueden considerarse ácidos-base complejos del oxohaluro (VOCl2) con más haluros iónicos que actúan como bases de Lewis. Otro ejemplo es el VOCl2 que forma con la base trimetilamina el complejo bipiramidal triangular VOCl2(N(CH3)3)2 .
Los espectros vibracionales de muchos oxohálidos se han estudiado en detalle. Proporcionan información útil sobre la fuerza relativa de los enlaces. Por ejemplo, en el CrO2F2, las vibraciones de estiramiento del Cr-O están a 1006 cm-1 y 1016 cm-1 y las vibraciones de estiramiento del Cr-F están a 727 cm-1 y 789 cm-1. La diferencia es demasiado grande para deberse a las masas diferentes de los átomos de O y F. Más bien, muestra que el enlace Cr-O es mucho más fuerte que el Cr-F. En general, se considera que los enlaces M-O son enlaces dobles, y así lo demuestran las medidas de las longitudes de los enlaces M-O. Esto implica que los elementos A y O están unidos químicamente por un enlace σ y un enlace π.
Los oxohaluros de elementos con estados de oxidación altos presentan una coloración intensa a causa de las transiciones de transferencia de carga ligando-metal (LMCT).

## Elementos principales del grupo

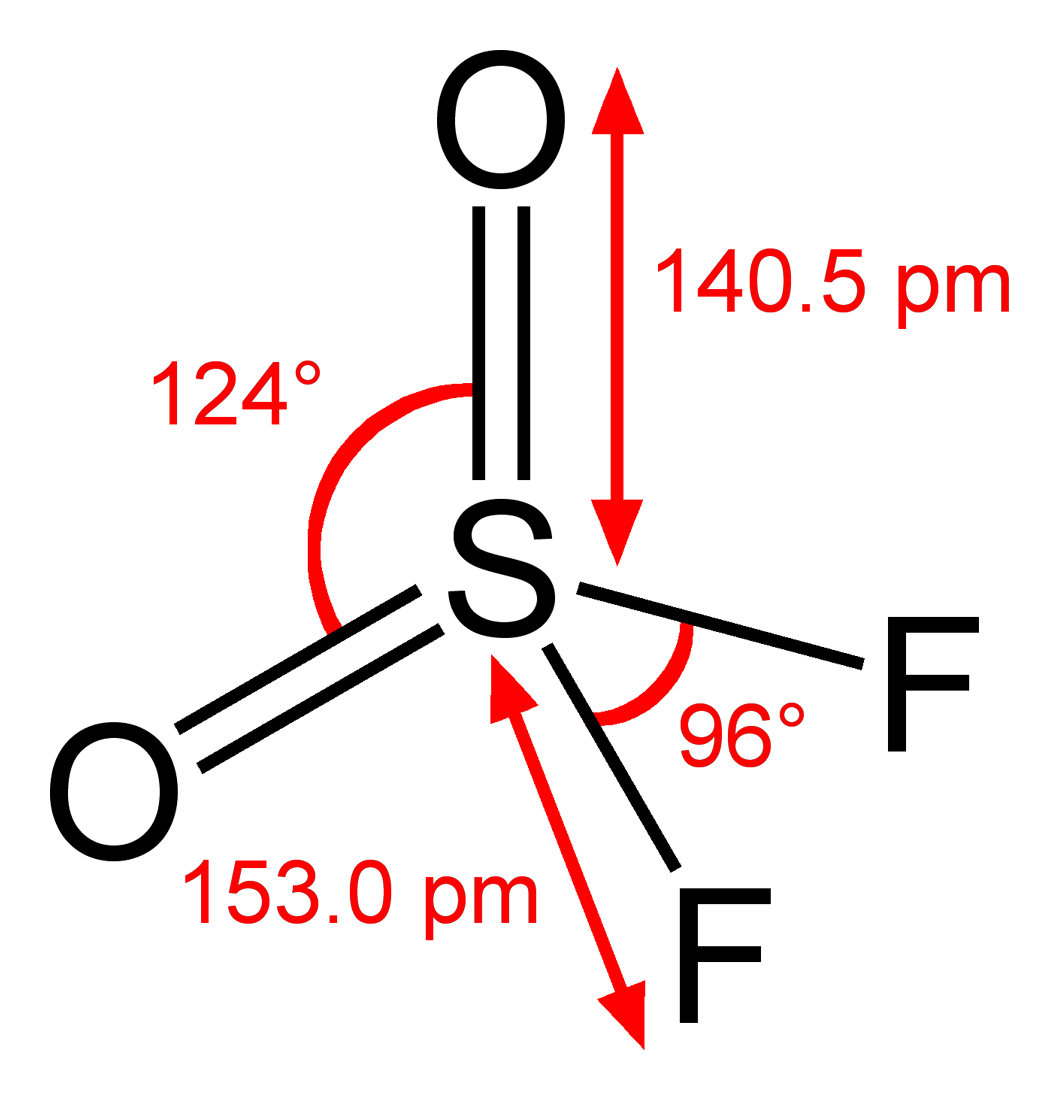
Fluoruro de sulfurilo.

- Grupo del carbono: El carbono forma oxohaluros COX2, X = F, Br, así como el fosgeno (X = Cl), muy tóxico que se produce industrialmente mediante una reacción catalizada de monóxido de carbono con cloro, es un reactivo útil en química orgánica para la formación de compuestos carbonílicos,[7] por ejemplo:

{\displaystyle {\ce {COCl2 + 2 ROH -> CO(OR)2 + 2 HCl}}}
- Pnictógenos: El nitrógeno da lugar a dos series de oxohaluros que contienen nitrógeno en los estados de oxidación 3, NOX, X = F, Cl, Br y 5, NO2X, X = F, Cl. Se forman por la halogenación de los óxidos de nitrógeno. Nótese que NO2F es isoelectrónico respecto al ion nitrato, NO−3. Sólo se conocen los oxohaluros del fósforo(V).[8]
- Calcógenos: El azufre forma oxohaluros[9] con el estado de oxidación +4, como el cloruro de tionilo, SOCl2 y con el estado de oxidación +6, como el fluoruro de sulfurilo (SO2F2), el cloruro de sulfurilo (SO2Cl2) y el tetrafluoruro de tionilo (SOF4). Todos ellos se hidrolizan fácilmente. De hecho, el cloruro de tionilo puede usarse como un agente para la deshidratación, ya que las moléculas de agua se convierten en productos gaseosos, lo que deja atrás el cloruro sólido y anhidro.[10]

{\displaystyle {\ce {MgCl2*6H2O + 6 SOCl2 -> MgCl2 + 6 SO2 + 12 HCl}}}

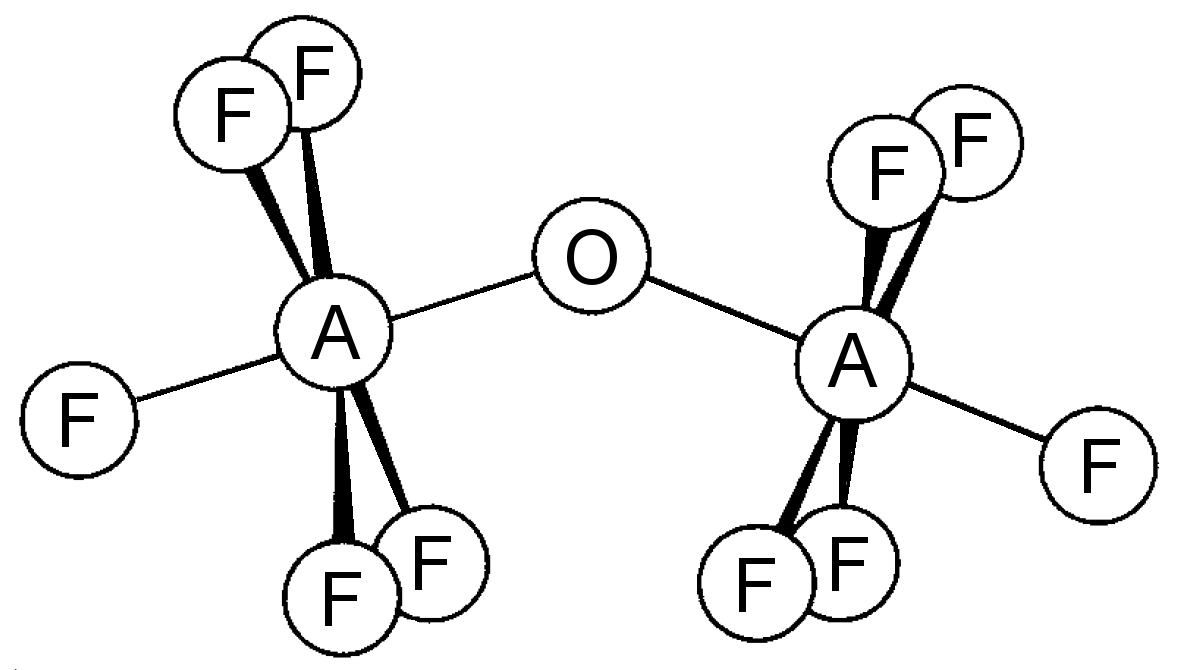
F_{5}AOAF_{5} (A = S, Se, Te)

El selenio y el telurio forman compuestos parecidos y también la estructura oxobridada F5AOAF5 (A = S, Se, Te). Se trata de especies no lineales con un ángulo A-O-A de 142,5, 142,4 y 145,5° para el S, Se y Te, respectivamente. El anión telurio [TeOF5]-, conocido como teflato, es un anión grande y bastante estable, útil para formar sales estables con cationes grandes.
- Halógenos: Los halógenos forman distintos oxofluoruros de fórmulas XO2F (fluoruro de cloro), XO3F (fluoruro de perclorilo) y XOF3 con X = Cl, Br e I. También son conocidos como IO2F3 e IOF5.[12]
- Gases nobles: oxitetrafluoruro de xenón (XeOF4), dioxidifluoruro de xenón (XeO2F2) y oxidifluoruro de xenón (XeOF2).

## Metales de transición y actínidos

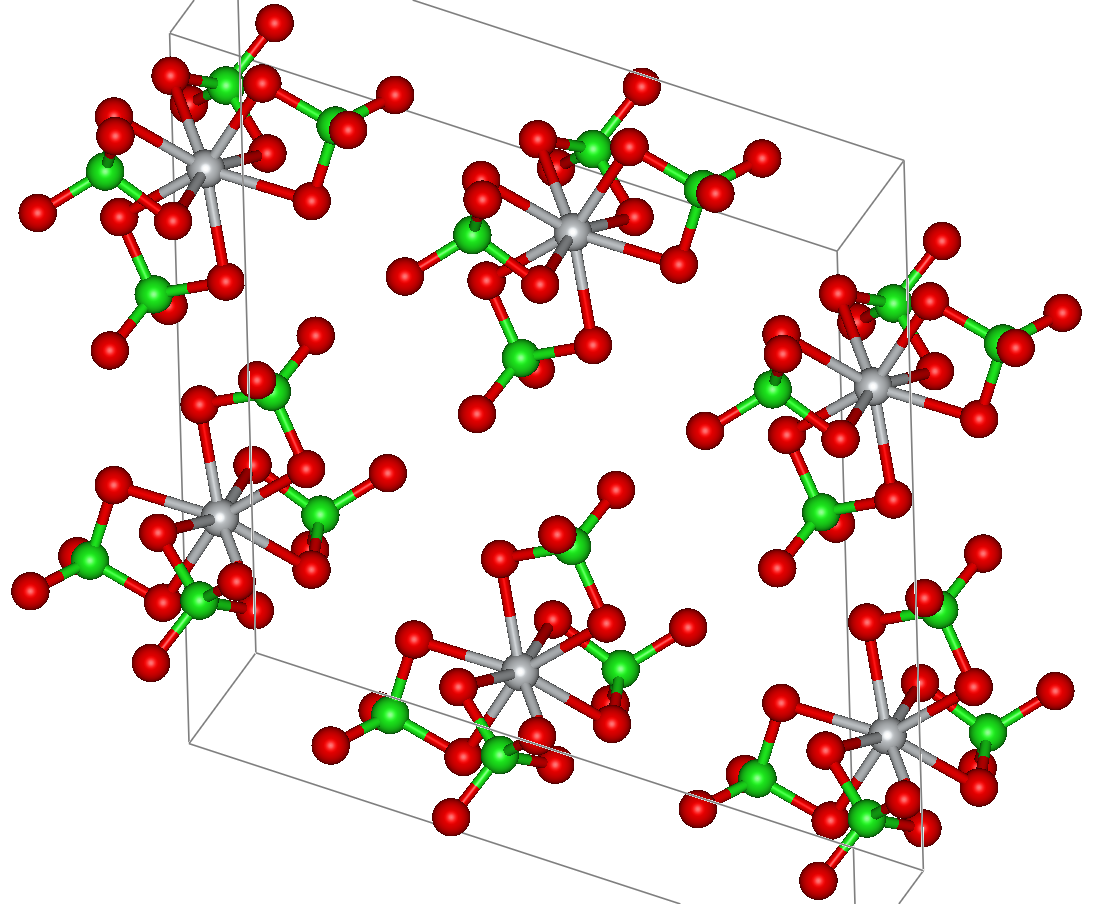
Estructura cristalina del Ti[ClO_{4}_{4}.
Titanio
Flúor
oxígeno

A continuación se presenta un listado de oxohaluros conocidos de los metales de transición; en la bibliografía se pueden encontrar listas más detalladas. La X indica varios haluros, casi siempre F y Cl.
| Estado de oxidación | Oxohaluros                                                                                       |
| ------------------- | ------------------------------------------------------------------------------------------------ |
| 3                   | VOCl, VOBr, FeOCl                                                                                |
| 4                   | [TiOCl 4]2−, Cl 3TiOTiCl 3, VOCl 2, [VOCl 4]2−                                                   |
| 5                   | VO2X, [CrOF 4]− , [CrOF 5]2−, MnOCl 3, TcOCl 3, VOF 3, VOCl 3, NbOCl 3                           |
| 6                   | CrO 2Cl 2, [CrO 3Cl]− , ReOX 4, ReO 2F 2, OsOF 4, CrO 2F 2, MoOCl 4, MoO 2Cl 2, WO 2Cl 2, WOCl 4 |
| 7                   | MnO 3Cl, ReOF 5, ReO 2F 3, ReO 3Cl, OsOF 5                                                       |
| 8                   | OsO 2F 4, OsO 3F 2                                                                               |

Estructura de [Ta2OCl10](2-). Ru, Os forman complejos similares.

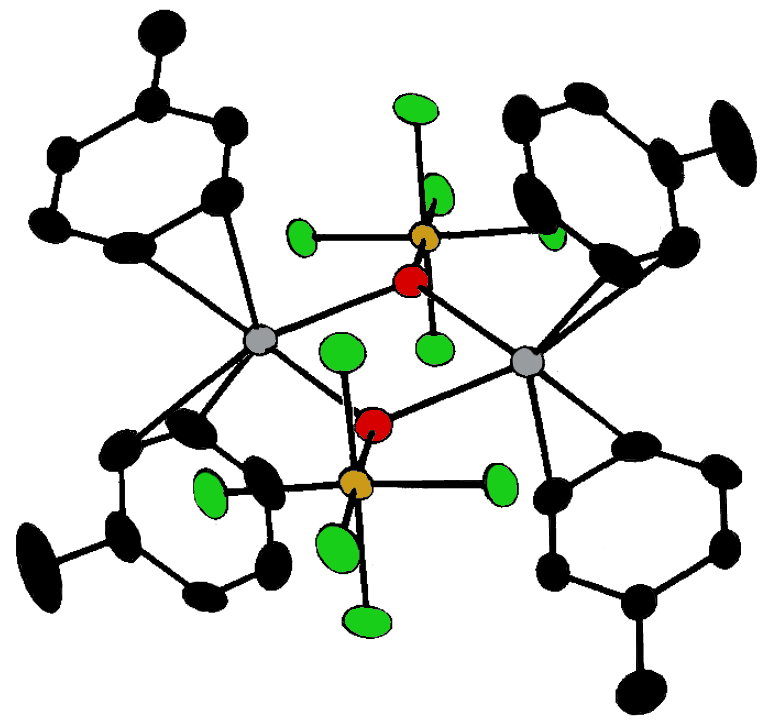
Molécula de [AgOTeF5\-(C6H5CH3)2]2. (No se muestran los átomos de hidrógeno).
Carbono
Flúor
Oxígeno
Telurio
Plata (Ag)

Los estados de oxidación altos del metal están determinados por el hecho de que el oxígeno es un fuerte agente oxidante, al igual que el flúor. El bromo y el yodo son agentes oxidantes bastante débiles, por lo que se conocen menos oxobromuros y oxoyoduros. Las estructuras de los compuestos con configuración d0 se pueden predecir mediante la teoría VSEPR. De este modo, el CrO2Cl2 es tetraédrico, el OsO3F2 es bipiramidal trigonal, el XeOF4 es piramidal cuadrado y el OsOF5 es octaédrico. Por su parte, el complejo d1 ReOCl4 es piramidal cuadrado.
Los compuestos [Ta2OX10]2- y [M2OCl10]4- (M = W, Ru, Os) tienen dos grupos MX5 que están unidos por un puente de átomos de oxígeno. Cada metal tiene un entorno octaédrico. La estructura lineal inusual M-O-M se puede racionalizar en función de la teoría de orbitales moleculares, que indica la presencia del enlace dπ - pπ entre el metal y los átomos de oxígeno. Los puentes de oxígeno están presentes en configuraciones más complejas como M(cp)2(OTeF5)2 (M = Ti, Zr, Hf, Mo o W; cp = complejo ciclopentadienilo, η5-C5H5) o [AgOTeF5-(C6H5CH3)2]2.
En la serie de los actínidos, los compuestos de uranilo, como el cloruro de uranilo (UO2Cl2) y [UO2Cl4]2- son muy conocidos y presentan la fracción lineal UO2. También existen compuestos similares para el neptunio y el plutonio.

## Minerales y compuestos iónicos

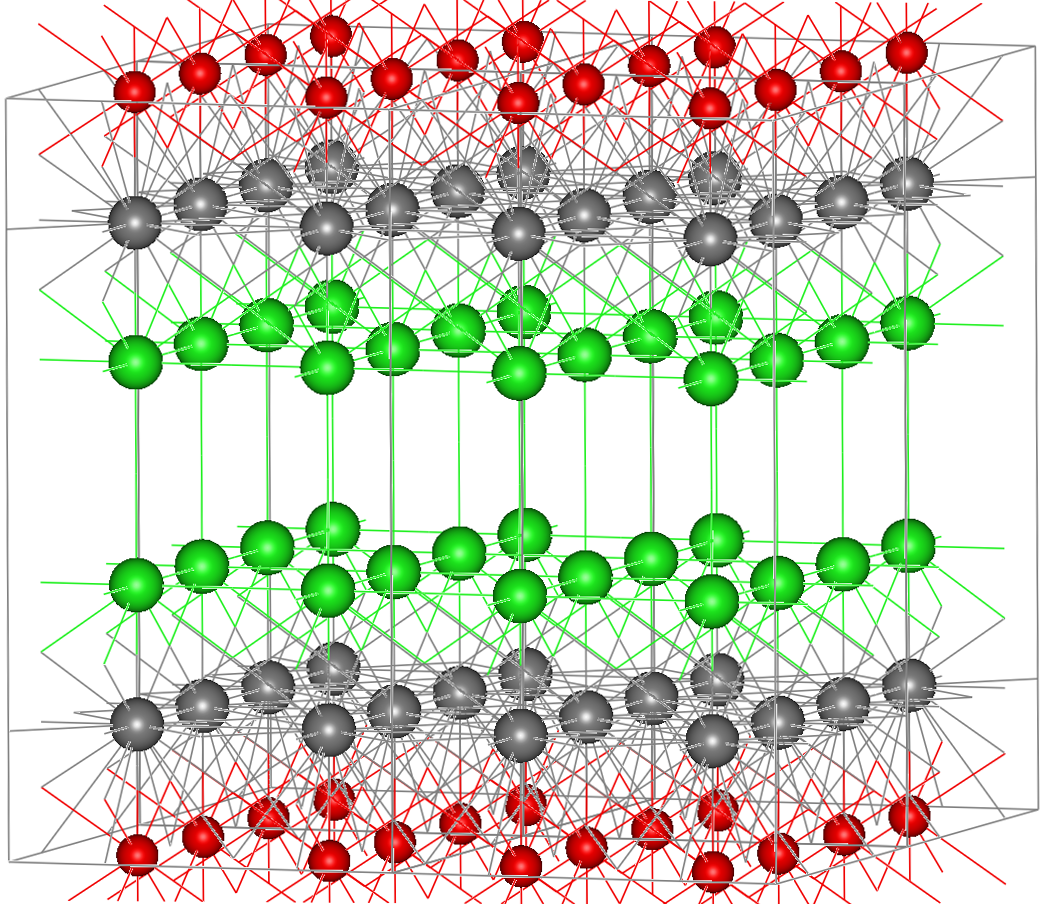
Estructura cristalina de la bismoclita. Colores: rojo - O, verde - Cl, gris - Bi.

El oxicloruro de bismuto (BiOCl, bismoclita) es un ejemplo poco frecuente de un oxohaluro mineral. Su estructura cristalina presenta una simetría tetragonal y se puede considerar que está formada por capas de iones Cl-, Bi3+ y O2-, en orden Cl-Bi-O-Bi-Cl-Cl-Bi-O-Bi-Cl. Esta estructura en capas, que recuerda a la del grafito, hace que la dureza de la bismoclita sea relativamente baja (Mohs 2-2,5), al igual que la de la mayoría de los demás minerales oxohaluros. Estos otros minerales incluyen la terlinguaita Hg2OCl, formada por la meteorización de minerales que contienen mercurio. La mendipita, Pb3O2Cl2, formada a partir de un yacimiento de sulfuro de plomo inicial siguiendo una serie de etapas, es otro ejemplo de un mineral oxohaluro secundario.
Los elementos hierro, antimonio, bismuto y lantano forman oxicloruros con la fórmula general MOCl. También se conocen el MOBr y el MOI para el Sb y el Bi. Se han podido conocer muchas de sus estructuras cristalinas.